# Osmothèque
La Osmothèque (del griego osmē "aroma" inspirado en el francés bibliothèque "biblioteca") es el archivo de aromas más grande del mundo, una importante institución de investigación internacional que rastrea la historia de la perfumería, con sede en Versalles y centros de conferencias en Nueva York y París. Fundada en 1990 por Jean Kerléo y otros perfumistas de alto nivel, incluidos Jean-Claude Ellena y Guy Robert, la Osmothèque es internacionalmente responsable de la autenticación, registro, preservación, documentación y reproducción de miles de perfumes recopilados de los últimos dos milenios, archivados en su repositorio, y consultable por el público.
Exclusivas de la colección son innumerables obras maestras raras descontinuadas o reformuladas en otros lugares, incluyendo Chypre (Coty) de François Coty, Fougère Royale (Houbigant) de Paul Parquet y Jicky (Guerlain) de Aimé Guerlain, así como numerosas fragancias personalizadas usadas por figuras históricas como Isabel Piast, Napoleón y Eugenia de Montijo. Desde 2008, Patricia de Nicolaï se desempeña como presidenta de la institución.

## Historia
La fundación del primer archivo olfativo internacional del mundo fue propuesta inicialmente a la Société Française des Parfumeurs en 1976 por Jean Kerléo, entonces perfumista jefe de Jean Patou, en un esfuerzo por registrar formalmente y preservar la historia de la perfumería. Kerléo imaginó reconstituir varios clásicos descontinuados según sus fórmulas originales, trabajando en colaboración con los perfumistas y casas de perfumes más importantes del mundo. Se constituyó así un comité consultivo compuesto por los expertos Jean-François Blayn, Raymond Chaillan, Jean-Claude Ellena, Yuri Gutsatz, Jeannine Mongin, Raymond Pouliquen, Guy Robert y Henri Sebag.
Después de reproducir con éxito los perfumes descatalogados de Jean Patou, a Jean Kerléo y su equipo se les confiaron en 1986 las fórmulas del desaparecido F. Millot, entre ellas el clásico Crêpe de China de 1925 de Jean Desprez. La reconstitución de Kerléo, completada un año después con el perfumista Aimable Duhayon, impresionó a muchos dentro de la industria, siendo un importante catalizador para el lanzamiento del archivo de aromas propuesto. Cuando en 1988 el proyecto obtuvo el apoyo tanto de la Chambre de Commerce et d'Industrie de Versailles como del fr, se proporcionó un depósito en las instalaciones del Institut Supérieur International du Parfum, de la Cosmétique et de l'Aromatique alimentaire. Allí se fundó oficialmente la Osmothèque el 26 de abril de 1990, con una colección inicial de 400 perfumes, tanto los reproducidos por la Osmothèque como los suministrados por perfumistas externos de casas como Chanel, Guerlain y Lanvin.

## Colecciones

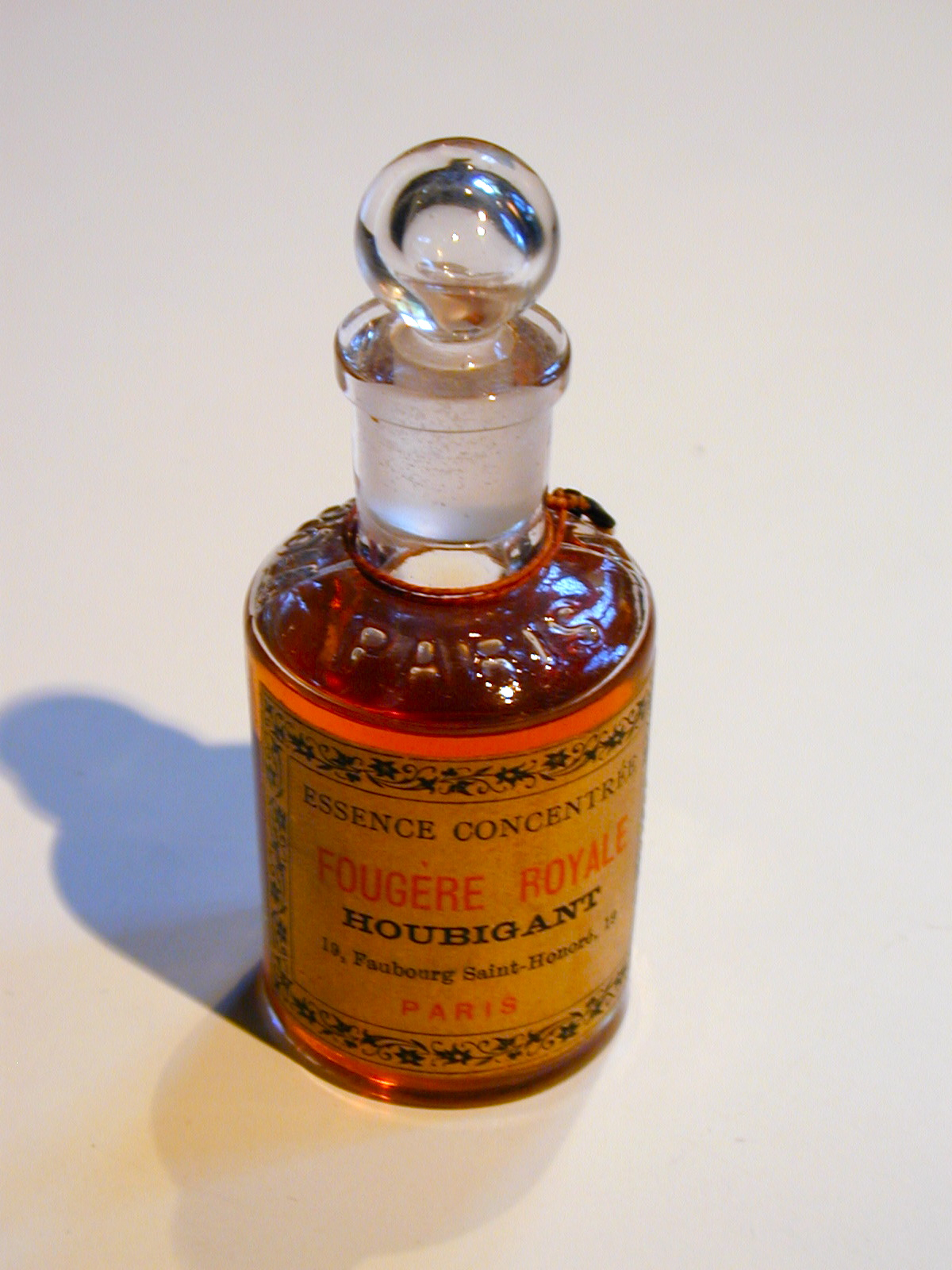
Fougère Royale (Houbigant) de Paul Parquet - 1884

La Osmothèque es el archivo de aromas más grande del mundo y almacena más de 3.000 perfumes del pasado y del presente, todos conservados a una temperatura constante bajo gas argón. Los perfumes aceptados en la colección son aquellos reconstituidos utilizando fórmulas archivadas por los perfumistas internos de la Osmothèque (conocidos como osmocuradores) o los suministrados por casas de perfumes externas. Como archivo depositario legal, la Osmothèque recibe un suministro de todos los nuevos perfumes producidos en Francia y en gran parte del mundo, además de los obtenidos a través de su programa de adquisiciones de contenidos. El papel de archivera jefa lo desempeña actualmente Patricia de Nicolaï, que asumió la presidencia de la Osmothèque de manos de Jean Kerléo en 2008.

### Materiales de fragancia
La institución también mantiene una importante biblioteca de referencia de bases de fragancias y fuentes aromáticas, tanto naturales como sintéticas, históricas y contemporáneas, así como una bóveda inaccesible al público que contiene fórmulas de perfumes históricas, muchas de ellas inutilizables debido a la falta de las correspondientes materias primas.

### Formulaciones de perfumes
Las rarezas de las colecciones de la Osmothèque incluyen ejemplos de perfumería antigua, como el Parfum Royal de los reyes partos descrito por Plinio el Viejo en el siglo I, aguas de tocador medievales como el Eau de la Reine de Hongrie del siglo XIV de Isabel de Polonia y polvos perfumados del siglo XVIII como la Poudre de Chypre.
Igualmente única es una importante colección de perfumes del siglo XIX de casas líderes como Farina, Guerlain, Houbigant, Lubin, F. Millot, LT Piver y Roger & Gallet. También de esta época es el agua de Colonia elaborada para Napoleón en 1815 durante su exilio en Santa Elena.
La mayor parte de los archivos de la Osmothèque está dedicada a la perfumería moderna (que comenzó a finales del siglo XIX), y presenta innumerables obras maestras originales ahora descontinuadas o reformuladas, entre ellas:
| Año     | Perfumista         | Nombre           | Compañía       |
| ------- | ------------------ | ---------------- | -------------- |
| 1882    | Paul Parquet       | Fougère Royale   | Houbigant      |
| 1889    | Aimé Guerlain      | Jicky            | Guerlain       |
| 1900    | Paul Parquet       | Le Parfum Idéal  | Houbigant      |
| 1901    | Paul Parquet       | Peau d’Espagne   | Houbigant      |
| 1916    | Henri Alméras      | Le Fruit Défendu | Rosine         |
| 1917    | François Coty      | Chypre           | Coty           |
| 1925    | Jean Desprez       | Crepe de Chine   | Millot         |
| 1921    | François Coty      | Emeraude         | Coty           |
| 1944    | Germaine Cellier   | Bandit           | Robert Piguet  |
| 1946-47 | Vincent Roubert    | Iris Gris        | Jacques Fath   |
| 1949    | Edmond Roudnitska  | Diorama          | Christian Dior |
| 1981    | Jean-Yves Leroy    | Nombre Noir      | Shiseido       |
| 1999    | Jean-Michel Duriez | Yohji Homme      | Yohji Yamamoto |

## Otros servicios
La Osmothèque mantiene un sitio web activo, que incluye una base de datos en línea que detalla las colecciones de la institución.
Asimismo, regularmente se ofrecen diversas conferencias para profesionales, investigadores, estudiantes y público en general en la sede de la Osmothèque en Versalles, así como en los centros de conferencias de la Galerie de Nicolaï en París y la Academia de Perfumería y Aromáticas en Nueva York. Además, la Osmothèque organiza frecuentemente exposiciones y conferencias asociadas con museos de todo el mundo, incluido el Carrousel du Louvre, el Palacio de Versalles y el Instituto Smithsoniano.
La Osmothèque también publica libros sobre perfumería, además de una revista bilingüe titulada Les Nouvelles de l'Osmothèque, disponible en línea y en la librería de la Osmothèque.